# Kendyl Michner
Kendyl Parker Michner Venable (Germantown, Tennessee, Estados Unidos, 3 de mayo de 1978) es una exfutbolista mexicana nacida en Estados Unidos que jugó de mediocampista. Aunque fue convocada a participar en la Copa Mundial Femenina de Fútbol de 1999, no tuvo participación alguna en los partidos. 

## Participaciones en Copas del Mundo
| Mundial                                 | Sede           | Resultado    | Partidos | Goles |
| --------------------------------------- | -------------- | ------------ | -------- | ----- |
| Copa Mundial Femenina de Fútbol de 1999 | Estados Unidos | Primera Fase | 0        | 0     |